# Herren von Schwangau

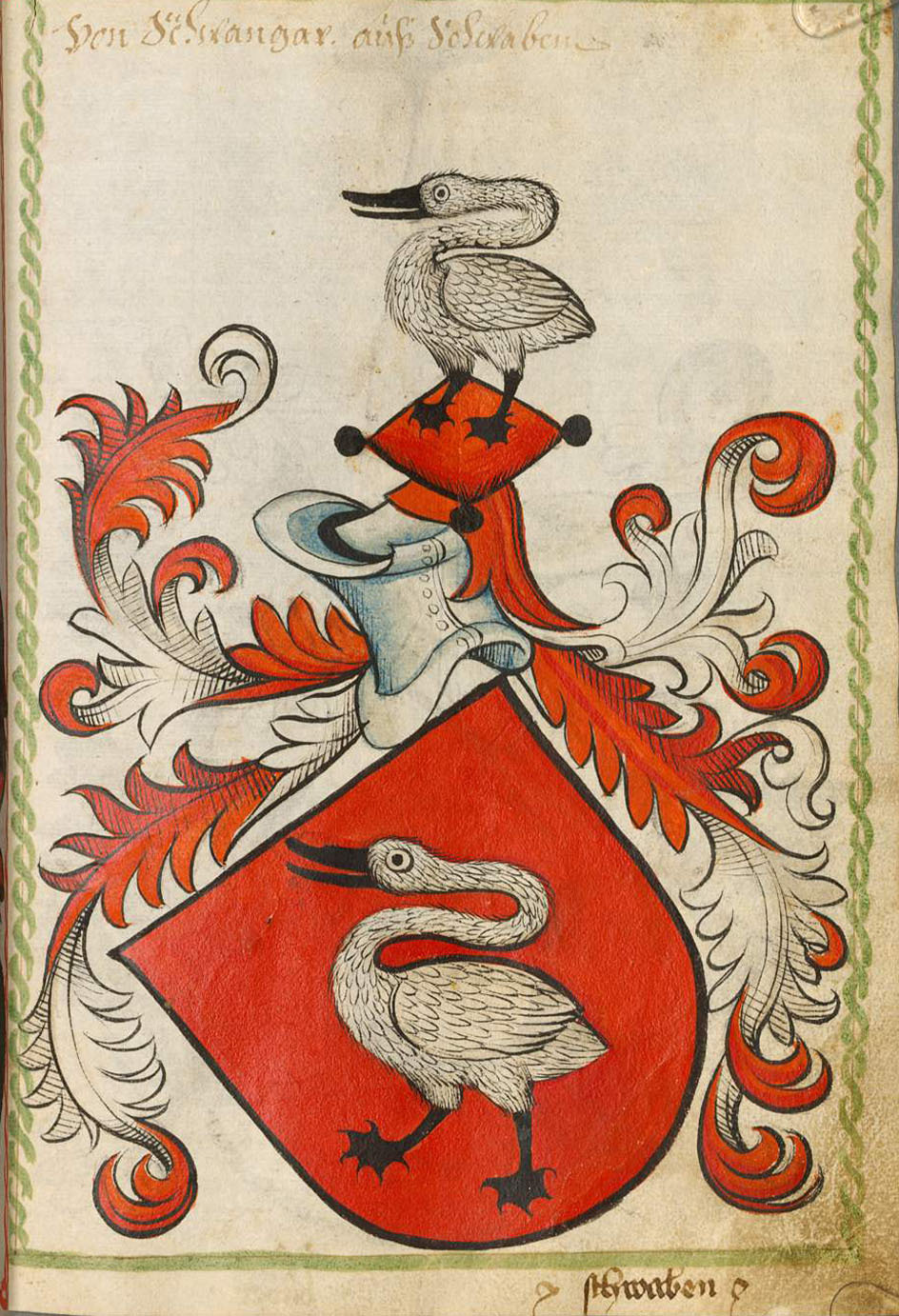
Wappen der Herren von Schwangau im Scheiblerschen Wappenbuch

Die Herren von Schwangau waren eine Ministerialenfamilie, die im 13. Jahrhundert die reichsfreie Herrschaft Hohenschwangau begründete und im 16. Jahrhundert ausstarb.

## Geschichte

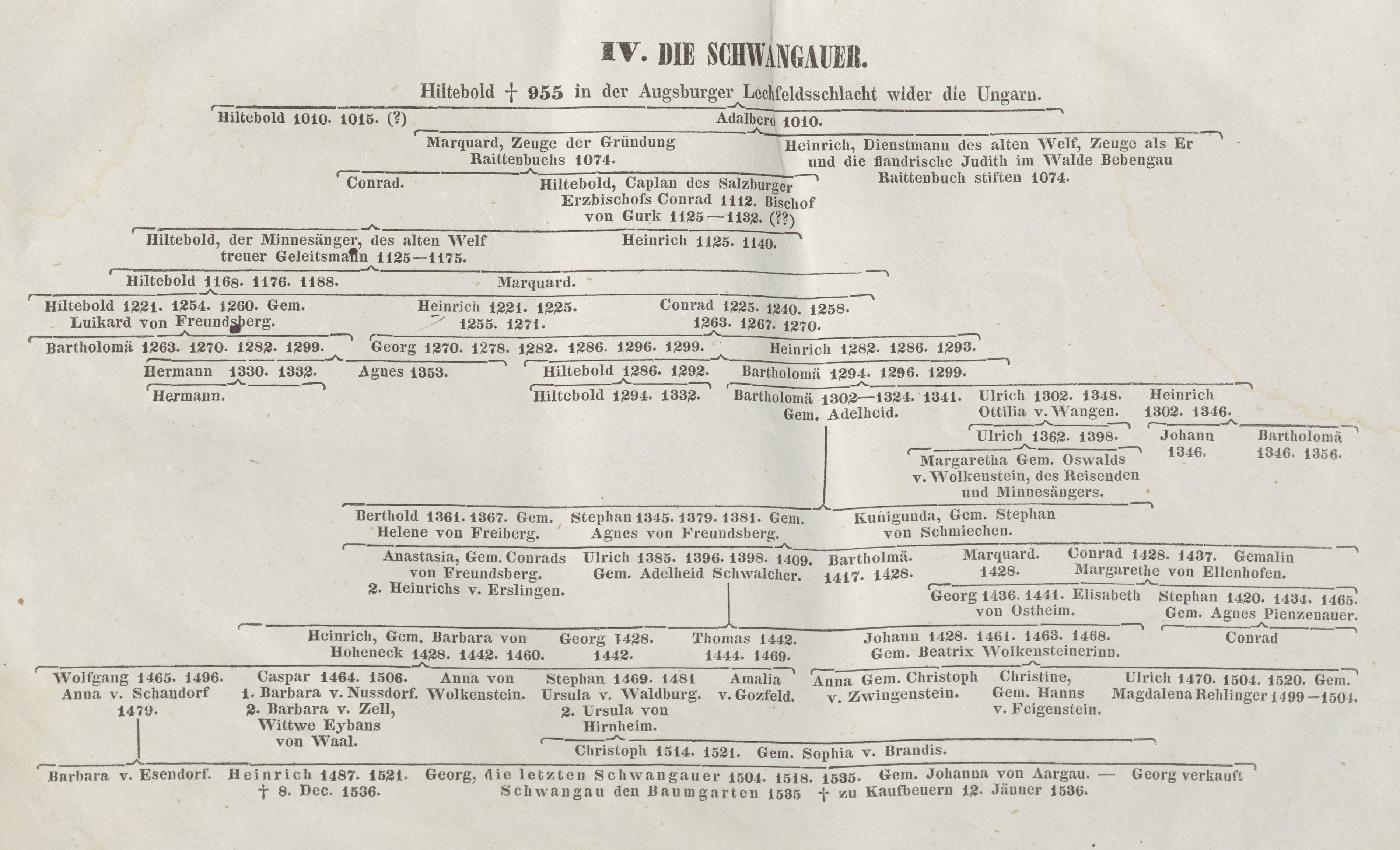
Stammtafel der Schwangauer in der Chronik von Joseph von Hormayr

Ein früher Leitname der Familie war Hiltebold. Die Existenz eines Hiltebold, der 955 in der Schlacht auf dem Lechfeld gefallen sein soll, ist aber wohl eine Legende. Erstmals urkundlich erwähnt ist ein Hiltibold von Swanegow 1146/1147 als Ministeriale in den Diensten von Welf VI. Bis 1191 dienten die Schwangauer den Welfen, danach bis 1263 den Staufern. Sie hatten die wichtige strategische Aufgabe, den Zugang zum Fernpass zu sichern, und besaßen auf der Straße dorthin das Geleitrecht.
In der Zeit von Rudolf von Habsburg stiegen die Herren von Schwangau Ende des 13. Jahrhunderts in die Reichsunmittelbarkeit auf. Ein Teil der Herrschaft Hohenschwangau bestand aus Eigenbesitz der Familie: ehemalige Lehen der Welfen und Staufer und durch Rodungen erworbener Grundbesitz. Dazu kamen Güter und Rechte, die ihnen als Reichslehen überlassen wurden. In der Folgezeit waren die Schwangauer auch in Diensten bzw. Lehensträger des Hochstifts Augsburg, der Grafen von Tirol-Görz und der Grafen von Tirol.
Die Schwangauer bauten in Hohenschwangau mehrere Burgen, was sie zunehmend in Geldnot brachte. Im 15. Jahrhundert brachen zwischen den drei Linien der Familie Konflikte und Erbstreitigkeiten aus, die sie mit mehreren Vergleichen und Verträgen beizulegen versuchten. 1434 führten sie ein Seniorat ein, um den Familienbesitz vor dem Ausverkauf zu bewahren. All dies konnte nicht verhindern, dass Jörg der Ältere 1440 Burg Frauenstein und Burg Schwanstein an Herzog Albrecht III. von Bayern-München verkaufte und Caspar 1481 die Tiroler Güter und Rechte an Herzog Siegmund von Tirol. 1535 verkauften die letzten Schwangauer, die kinderlosen Brüder Heinrich und Georg, die Herrschaft an den Augsburger Kaufmann und Patrizier Hans Baumgartner.

## Burgen

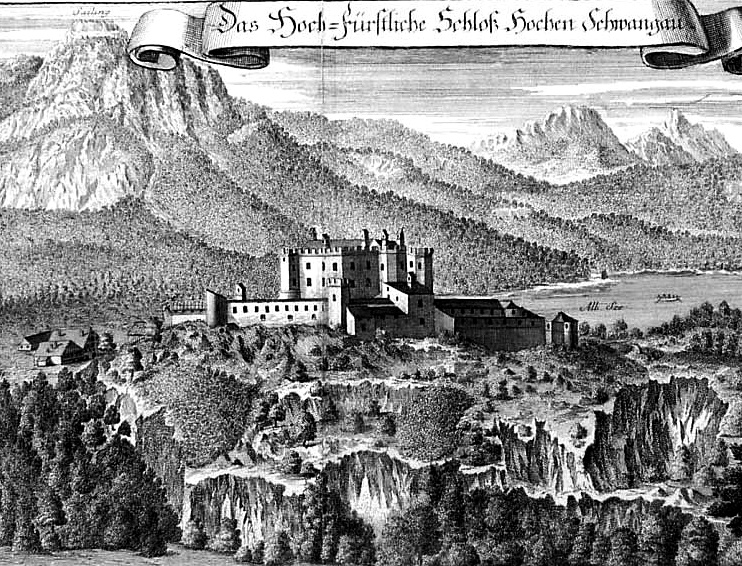
Burg Schwanstein (heute Schloss Hohenschwangau)

Vermutlich war der erste Sitz der Herren von Schwangau ein Festes Haus in Schwangau, das später zur Kirche St. Georg umgebaut wurde. Danach baute die Familie ihre Burgen in Hohenschwangau. Die ersten waren ein gemauerten Turm über der Pöllatschlucht, der Scheiblingsturm oder Synwellenturm, und die Burg Frauenstein auf dem Berzenkopf, die beide abgegangen sind. Danach errichteten sie die Burgen Vorder- und Hinterschwangau (auch Vorder- und Hinterhohenschwangau genannt), deren Überreste beim Bau von Schloss Neuschwanstein abgetragen wurden. Zuletzt kam die Burg Schwanstein hinzu, die heute noch als Schloss Hohenschwangau existiert.

## Bekannte Vertreter

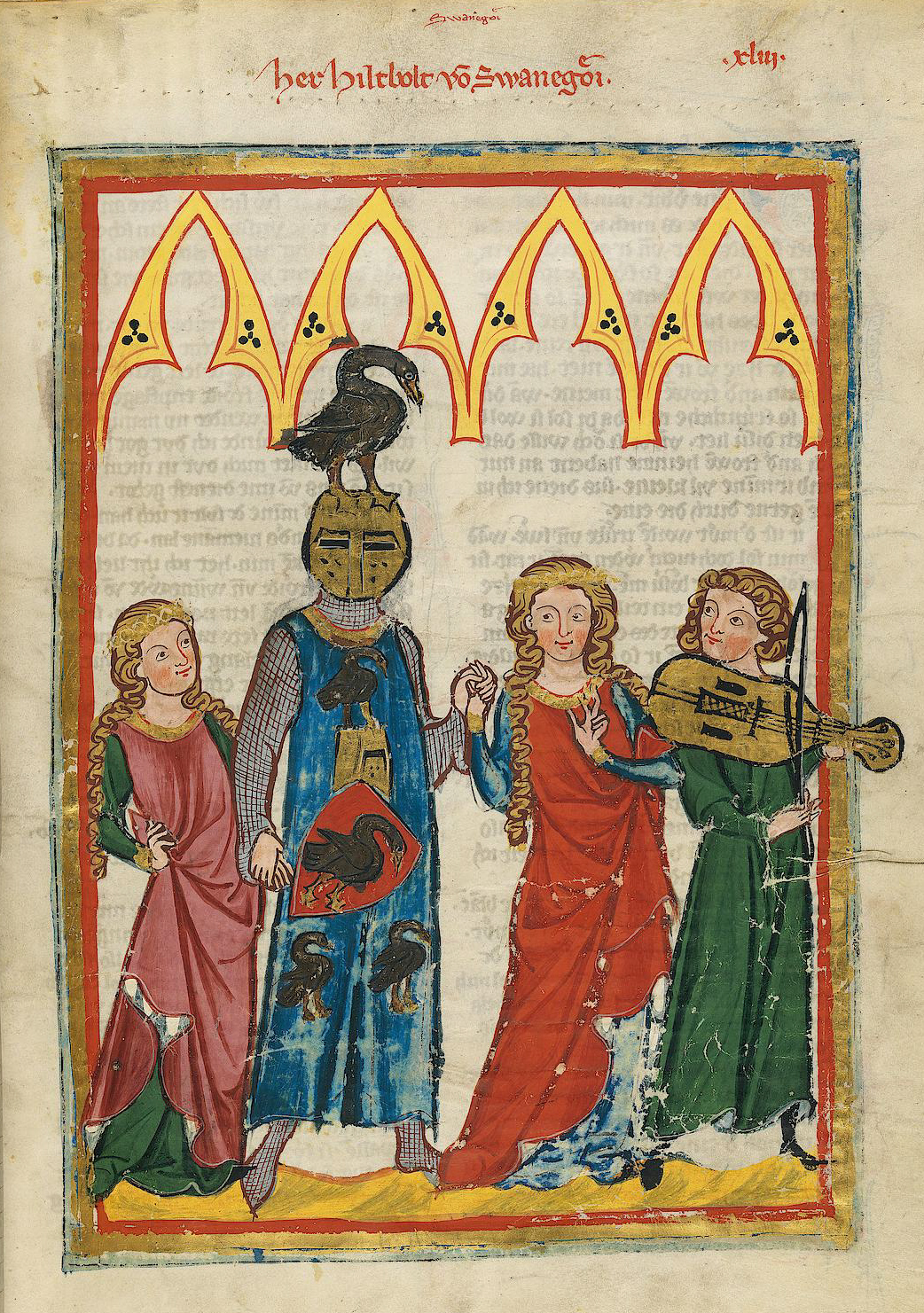
Der Minnesänger Hiltbolt von Schwangau im Codex Manesse

- Hiltbolt von Schwangau (* um 1195; † um 1254), Minnesänger
- Margareta von Schwangau (* um 1392; † um 1460), Ehefrau von Oswald von Wolkenstein